# 조중응
조중응(趙重應, 1860년 11월 4일(음력 9월 22일) ~ 1919년 양력 8월 25일)은 조선 말기의 관료이며, 정미칠적과 경술국적에 포함된 인물이다. 호는 낭전(琅田), 초명은 조중협(趙重協), 본관은 양주이며 작위는 자작이다.

## 생애
한성부 출신으로 소론 양반가에서 태어나 유학을 공부했다. 1880년 전강유생(殿講儒生)으로 고종에게 경서를 진강했다. 일찍부터 해외 관계에 관심을 가져 개인적으로 만주와 시베리아 등을 여행하고 돌아온 뒤 북방남개론(北防南開論)을 주장한 바 있다. 북쪽은 막고 남쪽을 열어야 한다는 북방남개론은 친일 성향의 외교론이었는데, 이로 인해 반일적인 여흥 민씨 집권 세력에게 쫓겨나 전라남도에서 오랫동안 유배 생활을 했다.
청일 전쟁 전야에 의친왕의 수행원으로 일본에 다녀오는 것을 전후하여 본격적으로 친일 행적을 드러내게 되었고, 1895년 명성황후 시해 사건에 관여하였다. 그러나 을미사변에서의 그의 역할은 아직 명확히 알려지지 않았다. 법부 형사국장으로서 명성황후를 서둘러 폐비 조치하는 등 사후 처리에 가담한 사실만 드러나고 있다. 아관파천으로 친일 내각이 붕괴하자 일본으로 피신하여 십여 년간 망명 생활을 하였다.
1906년 7월 귀국한 그는 이듬해 이완용 내각의 법부대신으로 단숨에 입각하였고, 한일신협약과 한일병합조약 체결에 큰 공을 세웠다. 고종의 강제 퇴위에 간예했으며, 1909년 이토 히로부미 장례식에 내각 대표로 참석하였다. 1910년 10월 16일 일본으로부터 훈1등 자작 작위를 받고, 조선총독부 중추원 고문에 임명되었다. 이후로도 경학원 설립에 적극 참가하는 등 철저한 친일파로 활동했다.
정실 부인을 서울에 두고 일본 망명 중 일본인과 결혼한 뒤 귀국 시 대동해 와서 말썽을 빚었다가, 고종의 중재 하에 두 부인을 모두 정실로 삼아 함께 살았다는 일화가 있다. 일본인 부인으로부터 얻은 아들과 딸은 어릴 때부터 일본에서 자랐고, 그의 작위는 조대호가 물려받았다. 1960년 한 잡지는 일제 강점기 동안 이들이 부유한 생활을 했고, 자손은 서울에서 호텔을 경영하고 있다고 보도했다.

## 사후
2002년 발표된 친일파 708인 명단, 2008년 민족문제연구소에서 친일인명사전에 수록하기 위해 정리한 친일인명사전 수록예정자 명단에 모두 선정되었고, 2006년 친일반민족행위진상규명위원회가 공식 발표한 일제강점기 초기의 친일반민족행위 106인 명단에도 선정되었다.
2007년 대한민국 친일반민족행위자재산조사위원회는 조중응의 재산을 국가로 환수하기로 결정 했는데, 후손들이 불복하여 행정 심판을 청구했다. 서울행정법원은 조중응이 “한일합병 직후 친일행위 대가로 각종 이권과 특권적 혜택을 받은 점을 보면 이 땅 역시 조씨의 친일행위와 무관하다고 단정할 수 없다”라며 원고 패소 판결을 내렸다.

## 가족 관계
- 증조부 : 조제만(趙濟晩)
  - 조부 : 조철림(趙徹林)
    - 숙부 : 조총희(趙寵熙)
    - 아버지: : 조택희(趙宅熙)
      - 좌부인 : 최씨
      - 우부인 : 미쓰오카 다케코
        - 아들 : 조대호(趙大鎬)
        - 딸 조숙호(趙淑鎬, 1913~?)

## 참고자료
- 친일반민족행위진상규명위원회 (2006년 12월). 〈조중응〉 (PDF). 《2006년도 조사보고서 II - 친일반민족행위결정이유서》. 서울. 185~209쪽쪽. 발간등록번호 11-1560010-0000002-10. 2007년 9월 26일에 원본 문서 (PDF)에서 보존된 문서. 2007년 6월 18일에 확인함.
- 반민족문제연구소 (1993년 2월 1일). 〈조중응 : 친일의 길이라면 물불 가리지 않았던 매국노 (장석홍)〉. 《친일파 99인 1》. 서울: 돌베개. ISBN 978-89-7199-011-7.